# Serie A (Italia) 1960-61
La Serie A 1960–61 fue la 59ª edición del campeonato de fútbol de más alto nivel en Italia y la 29ª bajo el formato de grupo único. Juventus ganó su duodécimo scudetto.

## Equipos participantes
| Equipo         | Ciudad    | Estadio              |
| -------------- | --------- | -------------------- |
| Atalanta       | Bérgamo   | Comunale (Bérgamo)   |
| Bari           | Bari      | Della Vittoria       |
| Bologna        | Bolonia   | Comunale (Bolonia)   |
| Catania        | Catania   | Cibali               |
| Fiorentina     | Florencia | Comunale (Florencia) |
| Internazionale | Milán     | San Siro             |
| Juventus       | Turín     | Comunale (Turín)     |
| Lazio          | Roma      | Olímpico de Roma     |
| Lecco          | Lecco     | Rigamonti-Ceppi      |
| Milan          | Milán     | San Siro             |
| Napoli         | Nápoles   | San Paolo            |
| Padova         | Padua     | Silvio Appiani       |
| Roma           | Roma      | Olímpico de Roma     |
| S.P.A.L.       | Ferrara   | Comunale (Ferrara)   |
| Sampdoria      | Génova    | Luigi Ferraris       |
| Torino         | Turín     | Filadelfia           |
| Udinese        | Údine     | Moretti              |
| Vicenza        | Vicenza   | Romeo Menti          |

## Clasificación
| Pos. | Equipo         | Pts. | PJ | G  | E  | P  | GF | GC | Dif. | Clasificación                                |
| ---- | -------------- | ---- | -- | -- | -- | -- | -- | -- | ---- | -------------------------------------------- |
| 1    | Juventus (C)   | 49   | 34 | 22 | 5  | 7  | 80 | 42 | +38  | Clasificado a la Copa de Campeones de Europa |
| 2    | Milan          | 45   | 34 | 18 | 9  | 7  | 65 | 39 | +26  | Clasificado a la Copa de Ferias              |
| 3    | Internazionale | 44   | 34 | 18 | 8  | 8  | 73 | 39 | +34  | Clasificado a la Copa de Ferias              |
| 4    | Sampdoria      | 41   | 34 | 17 | 7  | 10 | 54 | 51 | +3   | Clasificado a la Copa Mitropa                |
| 5    | Roma           | 39   | 34 | 16 | 7  | 11 | 58 | 46 | +12  | Clasificado a la Copa de Ferias              |
| 6    | Padova         | 38   | 34 | 16 | 6  | 12 | 47 | 40 | +7   |                                              |
| 7    | Fiorentina     | 37   | 34 | 13 | 11 | 10 | 46 | 34 | +12  | Clasificado a la Recopa de Europa            |
| 8    | Catania        | 36   | 34 | 15 | 6  | 13 | 45 | 44 | +1   |                                              |
| 9    | Bologna        | 31   | 34 | 10 | 11 | 13 | 44 | 51 | −7   | Clasificado a la Copa Mitropa                |
| 10   | Atalanta       | 31   | 34 | 9  | 13 | 12 | 35 | 41 | −6   |                                              |
| 11   | Vicenza        | 31   | 34 | 10 | 11 | 13 | 35 | 46 | −11  |                                              |
| 12   | Torino         | 30   | 34 | 9  | 12 | 13 | 34 | 41 | −7   | Clasificado a la Copa Mitropa                |
| 13   | S.P.A.L.       | 30   | 34 | 10 | 10 | 14 | 39 | 50 | −11  |                                              |
| 14   | Lecco          | 29   | 34 | 10 | 9  | 15 | 33 | 49 | −16  | Acceso a Desempate por el descenso           |
| 15   | Udinese        | 29   | 34 | 9  | 11 | 14 | 39 | 53 | −14  | Acceso a Desempate por el descenso           |
| 16   | Bari (D)       | 29   | 34 | 9  | 11 | 14 | 27 | 38 | −11  | Acceso a Desempate por el descenso           |
| 17   | Napoli (D)     | 25   | 34 | 7  | 11 | 16 | 30 | 47 | −17  | Descenso a Serie B                           |
| 18   | Lazio (D)      | 18   | 34 | 5  | 8  | 21 | 30 | 63 | −33  | Descenso a Serie B                           |

 Fuente: BDFutbol
|            |
| Campeón    |
| Juventus   |
| 12º título |

## Desempate por el descenso
| Equipo 1 | Resultado | Equipo 2 |
| -------- | --------- | -------- |
| Bari     | 2-4       | Lecco    |
| Bari     | 0-0       | Udinese  |
| Lecco    | 3-3       | Udinese  |

Bari desciende a la Serie B.

## Resultados
| Local \ Visitante | ATA | BAR | BOL | CAT | FIO | INT | JUV | LAZ | LEC | MIL | NAP | PAD | ROM | SPA | SAM | TOR | UDI | VIC |
| ----------------- | --- | --- | --- | --- | --- | --- | --- | --- | --- | --- | --- | --- | --- | --- | --- | --- | --- | --- |
| Atalanta          | —   | 2–0 | 1–1 | 1–0 | 4–1 | 1–5 | 2–2 | 0–0 | 3–0 | 2–0 | 1–1 | 1–0 | 0–0 | 1–1 | 0–3 | 1–1 | 1–1 | 1–0 |
| Bari              | 2–2 | —   | 1–3 | 0–1 | 0–0 | 1–1 | 0–1 | 0–0 | 4–1 | 0–0 | 1–0 | 1–0 | 0–3 | 2–0 | 1–0 | 1–0 | 2–1 | 1–1 |
| Bologna           | 3–1 | 0–0 | —   | 1–2 | 3–3 | 2–1 | 2–4 | 1–1 | 0–0 | 0–2 | 0–2 | 2–1 | 2–0 | 3–1 | 4–4 | 3–1 | 1–1 | 1–1 |
| Catania           | 3–1 | 3–1 | 1–0 | —   | 1–1 | 2–0 | 1–2 | 0–1 | 2–0 | 4–3 | 1–0 | 2–0 | 1–1 | 1–1 | 3–0 | 0–0 | 3–0 | 4–0 |
| Fiorentina        | 0–1 | 4–0 | 3–1 | 2–0 | —   | 1–1 | 3–0 | 4–0 | 4–0 | 2–0 | 0–0 | 2–0 | 0–1 | 0–3 | 1–0 | 1–1 | 3–0 | 0–1 |
| Internazionale    | 2–1 | 2–1 | 0–0 | 5–0 | 2–2 | —   | 3–1 | 7–0 | 1–1 | 1–2 | 3–0 | 1–2 | 3–1 | 4–1 | 3–0 | 1–1 | 1–0 | 5–0 |
| Juventus          | 3–2 | 1–1 | 3–0 | 4–1 | 3–0 | 9–1 | —   | 3–1 | 4–2 | 3–4 | 2–2 | 2–1 | 3–0 | 1–0 | 3–2 | 1–0 | 5–1 | 2–0 |
| Lazio             | 1–2 | 0–1 | 1–3 | 2–2 | 1–2 | 0–0 | 1–4 | —   | 0–1 | 0–1 | 1–1 | 1–2 | 0–4 | 4–0 | 0–1 | 1–0 | 0–1 | 1–1 |
| Lecco             | 1–0 | 0–0 | 2–0 | 2–2 | 0–2 | 2–1 | 2–2 | 2–1 | —   | 2–2 | 1–0 | 2–1 | 0–0 | 2–0 | 1–1 | 2–1 | 3–1 | 0–1 |
| Milan             | 0–0 | 1–3 | 5–1 | 3–0 | 4–1 | 0–1 | 3–1 | 5–1 | 1–1 | —   | 2–1 | 3–0 | 2–1 | 4–0 | 3–1 | 2–0 | 3–1 | 0–0 |
| Napoli            | 0–0 | 1–0 | 1–2 | 0–1 | 1–0 | 0–0 | 0–4 | 2–5 | 3–1 | 1–2 | —   | 1–2 | 3–2 | 0–2 | 1–0 | 1–1 | 2–2 | 0–0 |
| Padova            | 3–0 | 1–1 | 2–1 | 2–1 | 0–0 | 2–1 | 1–0 | 2–1 | 3–1 | 4–1 | 2–0 | —   | 0–0 | 1–1 | 3–0 | 5–1 | 1–0 | 2–1 |
| Roma              | 0–0 | 1–0 | 1–0 | 4–1 | 1–3 | 0–2 | 2–1 | 1–2 | 1–0 | 2–2 | 2–0 | 3–1 | —   | 2–1 | 3–2 | 2–1 | 6–1 | 6–3 |
| S.P.A.L.          | 2–1 | 1–0 | 0–1 | 2–0 | 2–0 | 1–3 | 1–2 | 3–2 | 1–0 | 1–2 | 3–2 | 1–1 | 2–2 | —   | 2–2 | 0–0 | 1–1 | 2–1 |
| Sampdoria         | 1–0 | 1–0 | 2–1 | 2–0 | 3–1 | 4–2 | 3–2 | 1–0 | 1–0 | 2–2 | 0–0 | 3–0 | 3–2 | 1–1 | —   | 2–1 | 3–2 | 3–1 |
| Torino            | 1–1 | 2–1 | 1–0 | 2–1 | 0–0 | 0–1 | 0–0 | 4–1 | 3–1 | 1–1 | 1–0 | 0–0 | 1–3 | 3–2 | 0–1 | —   | 3–1 | 2–0 |
| Udinese           | 2–1 | 0–0 | 0–0 | 0–1 | 0–0 | 0–6 | 0–1 | 2–0 | 2–0 | 0–0 | 1–1 | 3–1 | 2–1 | 0–0 | 7–1 | 3–0 | —   | 1–0 |
| Vicenza           | 1–0 | 4–1 | 2–2 | 1–0 | 0–0 | 1–3 | 0–1 | 0–0 | 1–0 | 1–0 | 2–3 | 2–1 | 4–0 | 1–0 | 1–1 | 1–1 | 2–2 | —   |